# 木食い虫

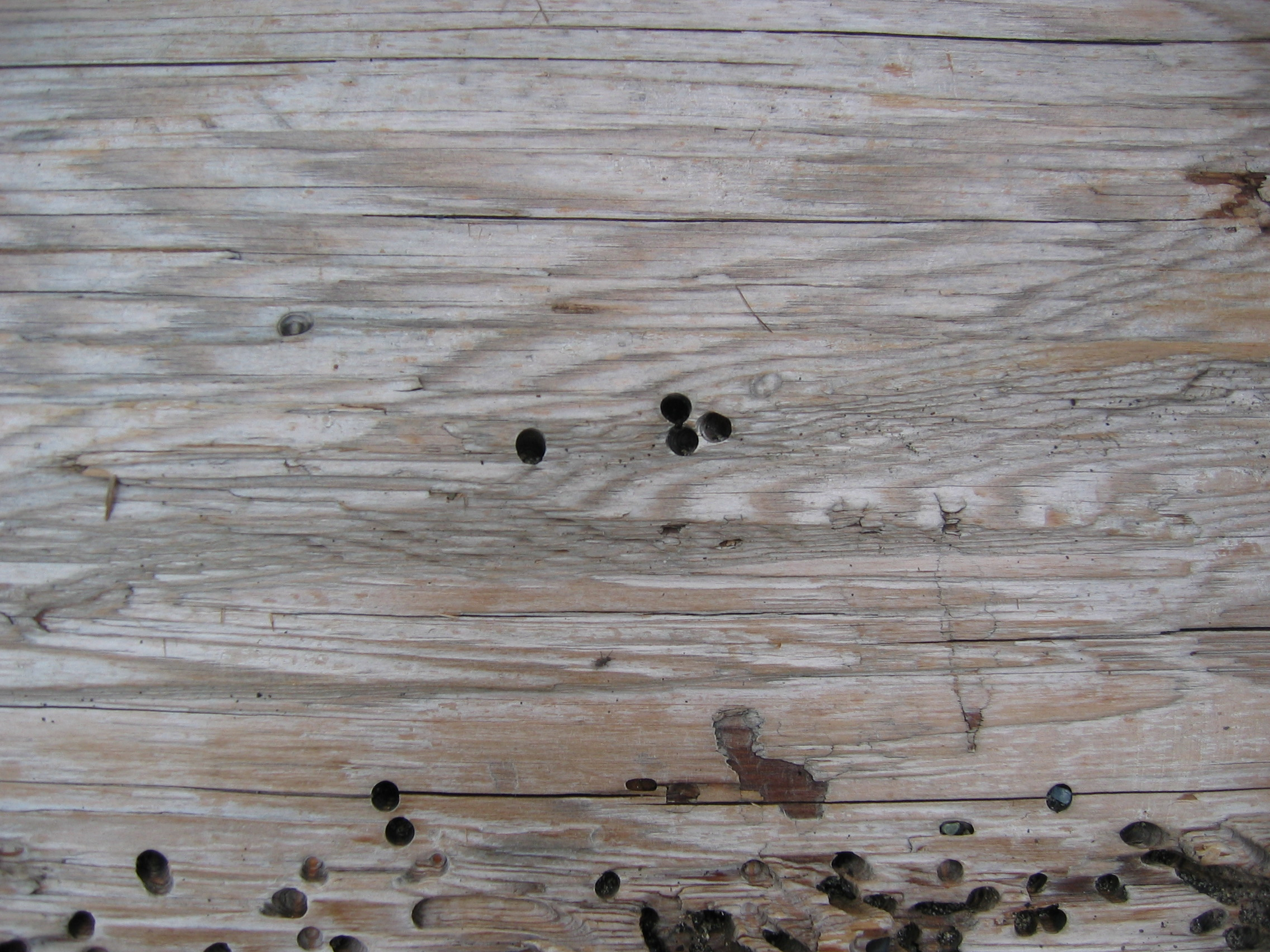
木食い虫の被害を受けた木製ベンチの一部。

木食い虫、ないし、木くい虫、木喰い虫（きくいむし、英語: woodworm）は、木を食べる様々な種類の甲虫の幼生の呼称。また、一般的にそれが原因となる木工製品（木造住宅の部材や家具調度品など）の破損を説明する際にも用いられる表現である。

## 木食い虫の例
穿孔性甲虫のうち、その幼生が英語で「木食い虫」に相当する「woodworm」と称されるものには、以下のようなものがある。
- アンブロシア甲虫（英語版）（ゾウムシ科のうちキクイムシ亜科ないしナガキクイムシ（英語版）亜科に属するもの）
- Woodboring weevils (Pentarthrum huttoni, Euophryum confineEuophryum confine)

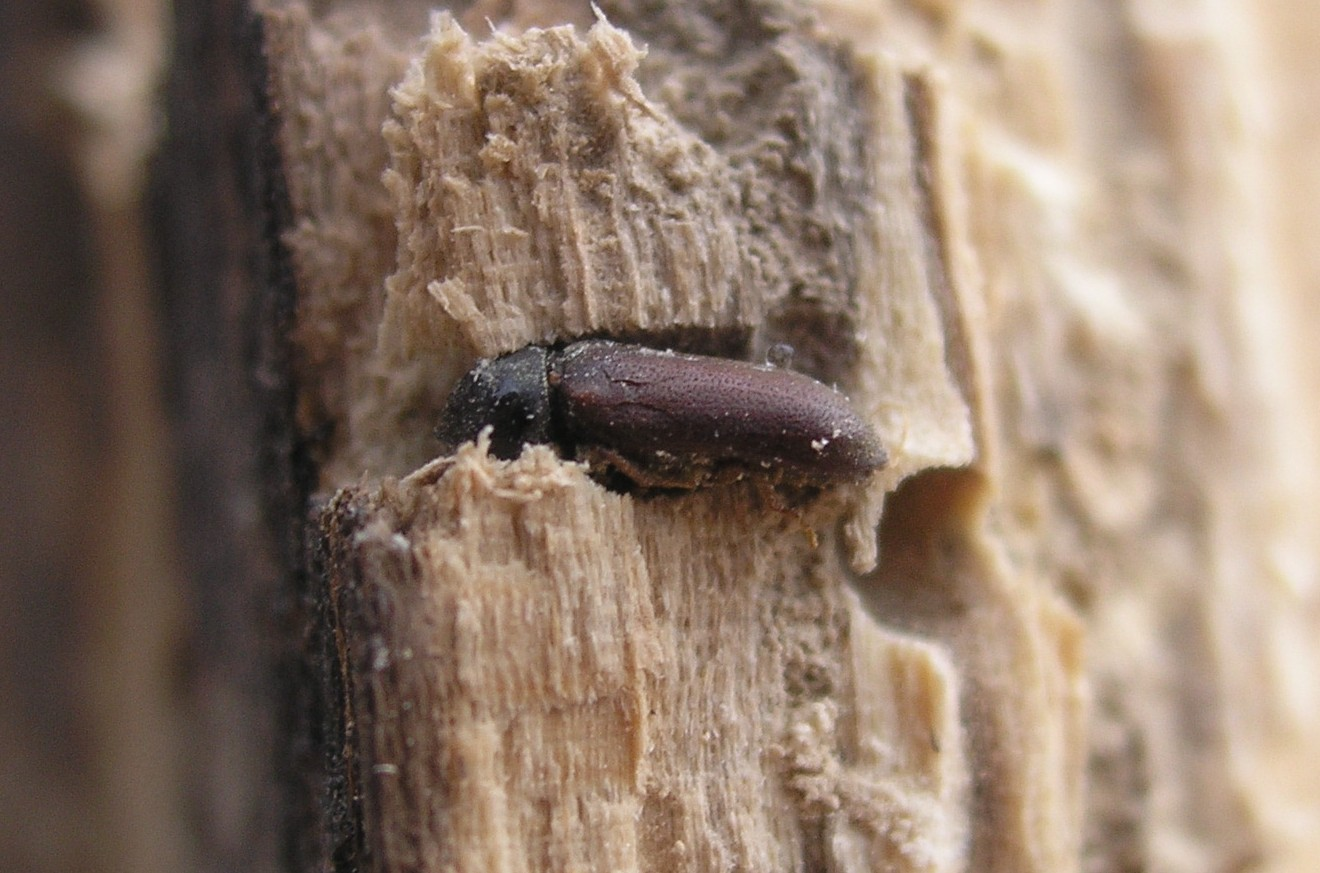
イエシバンムシ (Anobium punctatum) (in situ)。

- マツザイシバンムシ (Ernobius mollis)
- イエシバンムシ (Anobium punctatum)
- マダラシバンムシ (Xestobium rufovillosum)
- オウシュウイエカミキリ (Hylotrupes bajulus)
- ヒラタキクイムシ (Lyctus brunneus)
- ツマグロカミキリモドキ (Narcerdes melanura)

一般的に木を食べる樹木害虫の多くは、コウチュウ目とされる。

## 発現

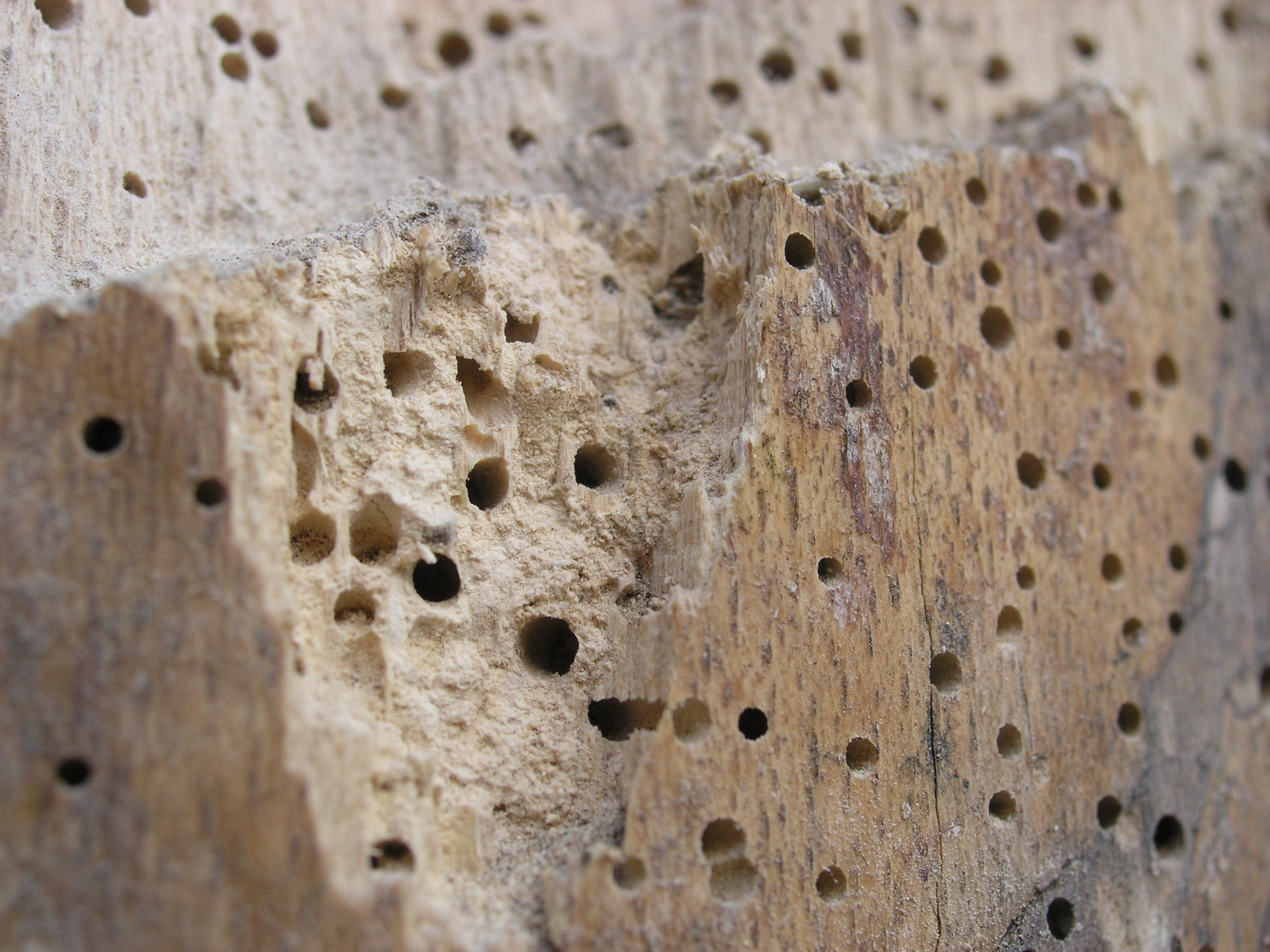
木食い虫の被害を受けた木材。

木食い虫による被害の兆候は、木材などに小さな穴が開き、穴の周りに糞粒と呼ばれる粉状の排泄物が出現することで示される。穴の大きさは様々で、典型的には直径 1mm から 1.5mm 程度が最も一般的に住宅などで見つかるものであるが、カミキリムシの中にはそれよりずっと大きな穴を開けるものもいる。夏季には成虫となった甲虫が木材から現れることもある。
成虫は卵を木材の表面上か表面から浅い位置に産み付ける。卵から孵った幼生は木を食べて成長し、木材に構造の上でもまた見た目の上でも損傷を与え、やがて蛹となり、甲虫となって卵を産み、といった過程が繰り返され、損傷が更に進行していく。
こうした甲虫類は様々な森林の環境において朽木を食べることで進化してきたため、全ての種においてではないが、その幼生の多くは、通常の家屋で使われている普通の木材よりも、湿気を多く含んだ木材を好んで食べる。
構造や家具などに木食い虫の被害が出る建物は過剰な湿気の問題も抱えていることがよくある。例えば天井部分や地下室など閉ざされた場所で、適切に換気されていれば乾燥していたはずが換気が阻害されていた場合などがそれに当たる。
木食い虫の被害を招く大きな要因は湿気であるが、穿孔性をもつ昆虫の中には、例えばゾウムシの一種である pentarthrum huttoni のように、菌類の作用による腐食が進んだ状態の木だけに出現するものもある。

## 対処
木食い虫とされる害虫がいずれの種であるかによって異なってくる場合もあるが、一般的には殺虫剤の使用によって被害の拡大は食い止められる。しかし、例えばマツザイシバンムシ (Ernobius mollis) は、放置しても問題はない。対処が必要となるのは、現に生きていて木を食べ続けているものがいる場合であり、実際に何らかの対処に着手する前に被害が進行中かどうかを見極めることが重要になる。また乾燥した木材が通常あまり影響を受けないのに対して、湿気のある場所に置かれた木材は後日再び被害を受ける可能性があるので、湿気の問題についても併せて調査し、解決を図ることが望ましい。
「電気殺虫機 (Electrical insect killers)」と称される、成虫となった甲虫を誘き寄せて産卵する前に殺すという機械が、伝統的な化学的対処を併せて用いられることもあるが、そのような手法が有効かどうかは明らかになっていない。
この他にも冷凍法 (freezing treatments) があり、これは非常に有効なのであるが、2-3週間の時間がかかり、また様々な損傷を生じる恐れもある。また費用も相当にかかる。低酸素法 (low-oxygen treatment) も有効だが、最大8週間と時間が長くかかる上、費用が巨額に登ることもある。

## 食材
一部の地域、例えば、カンボジア、南アフリカ、フィリピンや、パプア・ニューギニアでは、木食い虫を食べる地域独自の料理がある。